# Uleanivka, Vasîlivka
Uleanivka (în ucraineană Улянівка) este un sat în comuna Orleanske din raionul Vasîlivka, regiunea Zaporijjea, Ucraina.

## Demografie
Componența lingvistică a localității Uleanivka
     Ucraineană (96,55%)
     Rusă (3,45%)
Conform recensământului din 2001, majoritatea populației localității Uleanivka era vorbitoare de ucraineană (96,55%), existând în minoritate și vorbitori de rusă (3,45%).